# Фудбалски савез Велса
Фудбалски савез Велса (вел. Cymdeithas Bêl-droed Cymru) је главна фудбалска организација Велса, која је члан ФИФА и УЕФА. 
Основан је 1876. године и био је трећи фудбалски савез на свету и један од четири савеза (заједно са Фудбалским савезом Енглеске, Шкотске и Северне Ирске) чланова ИФАБ (International Football Association Board) који од 1886. доноси и мења Правила фудбалске игре. 
Савез је одговоран за организацију фудбалских такмичења у Велсу и организује 6 репрезентативних селекција: А селекција, омладинске мушке селекције до 21, 18 и 16 година, женску А селекцију и селекцију за девојке до 16 година. 